# نزهة بدوان
نزهة بدوان (مواليد 18 سبتمبر 1969) عداءة مغربية سابقة، متخصصة في صنف 400 متر حواجز.
بطلة العالم مرتين، ربحت الميدالية الذهبية سنة 1997 بأثينا وسنة 2001 بأدمونتون، لتصبح بذلك المرأة الوحيدة التي أحرزت لقبي بطولة العالم في صنف 400 متر حواجز.
سجلت نزهة بدوان وقتا قياسيًا أفريقيا (52.90 ثانية)، وربحت الميدالية الفضية سنة 1999 ببطولة العالم.

## سيرتها الذاتية

### طفولتها
كأغلب أطفال منطقة يعقوب المنصورالشعبية بالرباط، كانت نزهة بدوان، مولعة بالرياضة، في عائلة بسيطة، كبرت نزهة وهي تحلم بأن تصبح يوما ما شخصية معروفة. رشاقتها وبشاشتها مكناها من إثارة ٱنتباه مدربي مدرسة الجمباز التي ارتادتها بمساعدة وتشجيع أمها الحاجة فاطمة.
في سنة 1986، شجعها اصدقاؤها لاجتياز الامتحان الانتقائي بالمجمع الرياضي الأمير مولاي عبد الله بالرباط، ليتم توظيفها كعداءة شابة. ورافقتهم كذلك لتوقيع رخصة الرياضي في الألعاب الأولمبية المغربية، النادي لم تغادره قط.

### حياتها
متزوجة من عداء سباق الموانع 3 آلاف متر سابقا عبد العزيز ساهير، أعلنت رسميا عن اعتزالها في 15 يناير 2005. دخلت نزهة بدوان تجربة التمثيل للمرة الأولى من خلال مشاركتها في شريط سينمائي للمخرج المغربي عبد الله المصباحي يحمل عنوان: القدس...نداء الملك يتناول موضوع القضية الفلسطينية. أنشئت جمعية خاصة لمكافحة سرطان الأطفال كما تشرف أيضا على تنظيم بعض التظاهرات الرياضية النسوية على غرار ماراثون الرباط والذي شاركت فيه أكثر من 20000 مرأة.

## مسيرتها
بتفوقها في جميع المسابقات الوطنية، انضمت نزهة في 1991 للمعهد الوطني لألعاب القوى، حيث دربها الاستاذ محمد سينداوي، وقد كان ثان مدرب لها بعد الاستاذ سعيد بالمغارية، الذي اطرها خلال خطواتها الأولى بالمجمع الرياضي الأمير مولاي عبد الله بالرباط.
هذه كانت بداية نزهة في طريق الاحتراف. بعد تسجيل اولى نجاحاتها، وتحت توصية العداء عبد العزيز ساهير الذي أصبح لاحقا زوجها، التحقت بدوان بالمدرب عزيز داودة لتتخصص بصفة نهائية ب 400 متر حواجز. غادرته سنة 1993 اتباعا لنصيحة عبد الرحمان المذكوري، لتلتحق بنوال المتوكل بمدينة الدار البيضاء. لكن هذا الانقطاع لم يدم طويلا، فقد عادت نزهة للرباط بعد عدة أشهر لتلتحق بمن سيبقى مدربها حتى نهاية مسارها الرياضي.
توجت بطلة لأفريقيا عام 1990، وفرضت نفسها نجمة للدورة العربية في سوريا عام 1992 عندما أحرزت سبع ذهبيات، ثم بلغت في العام ذاته نصف نهائي أولمبياد برشلونة كما توجت بطلة لدورتي المتوسط عام 1993 1997. فازت في 2001 ببطولة سباق 400 متر حواجز في بطولة الجائزة الكبرى لألعاب القوى التي أقيمت في مدينة لينز النمساوية. عادت بدوان عام 2001 في مدينة إدمونتون الكندية لتفوز بلقب ذات السباق. عملت بدوان كمحاضرة في الاتحاد الدولي لألعاب القوى بإلقاء محاضرات لصغار العدائين في المغرب.

## روابط خارجية
- نزهة بدوان على موقع الاتحاد الدولي لألعاب القوى (الإنجليزية)
- نزهة بدوان على موقع اللجنة الأولمبية الدولية (الإنجليزية)
- نزهة بدوان على موقع أوليمبيديا (الإنجليزية)